# Ejnerjensenia myriocarpa
Ejnerjensenia myriocarpa (Fr.) W.P. Wu & Y.Z. Diao – gatunek grzybów z typu workowców (Ascomycota). Grzyby mikroskopijne.

## Systematyka i nazewnictwo
Pozycja w klasyfikacji według Index Fungorum:  Ejnerjensenia, Chaetosphaeriaceae, Chaetosphaeriales, Sordariomycetidae, Sordariomycetes, Pezizomycotina, Ascomycota, Fungi.
Po raz pierwszy opisał go w 1823 roku Elias Fries, nadając mu nazwę Sphaeria myriocarpa. Potem zaliczany był do wielu różnych rodzajów, ostatniej jego klasyfikacji dokonali w 2022 roku W.P. Wu i Y.Z. Diao, przenosząc go do nowo utworzonego rodzaju Ejnerjenseni W.P. Wu & Y.Z. Diao 2022. Jest to takson monotypowy z jednym tylko gatunkiem.

## Występowanie i siedlisko
Grzyb nadrzewny, saprotrof. W Polsce (pod synonimiczną nazwą Chaetosphaeria myriocarpa) podano jego stanowiska na martwym drewnie olszy szarej, graba pospolitego i dębach. Jest także grzybem nagrzybnym; podano jego stanowiska na martwych owocnikach grzybów Sordariomycetes.